# Philochortus spinalis
Philochortus spinalis är en ödleart som beskrevs av  Peters 1874. Philochortus spinalis ingår i släktet Philochortus och familjen lacertider. Inga underarter finns listade i Catalogue of Life.